# Eupithecia jizlensis
Eupithecia jizlensis är en fjärilsart som beskrevs av Edward P. Wiltshire 1986. Eupithecia jizlensis ingår i släktet Eupithecia och familjen mätare. Inga underarter finns listade i Catalogue of Life.